# Kara (grupo musical)
Kara (en coreano, 카라; estilizado como KARA) es un grupo femenino surcoreano formado por DSP Media en 2007 y actualmente administrado por RBW.

## Historia

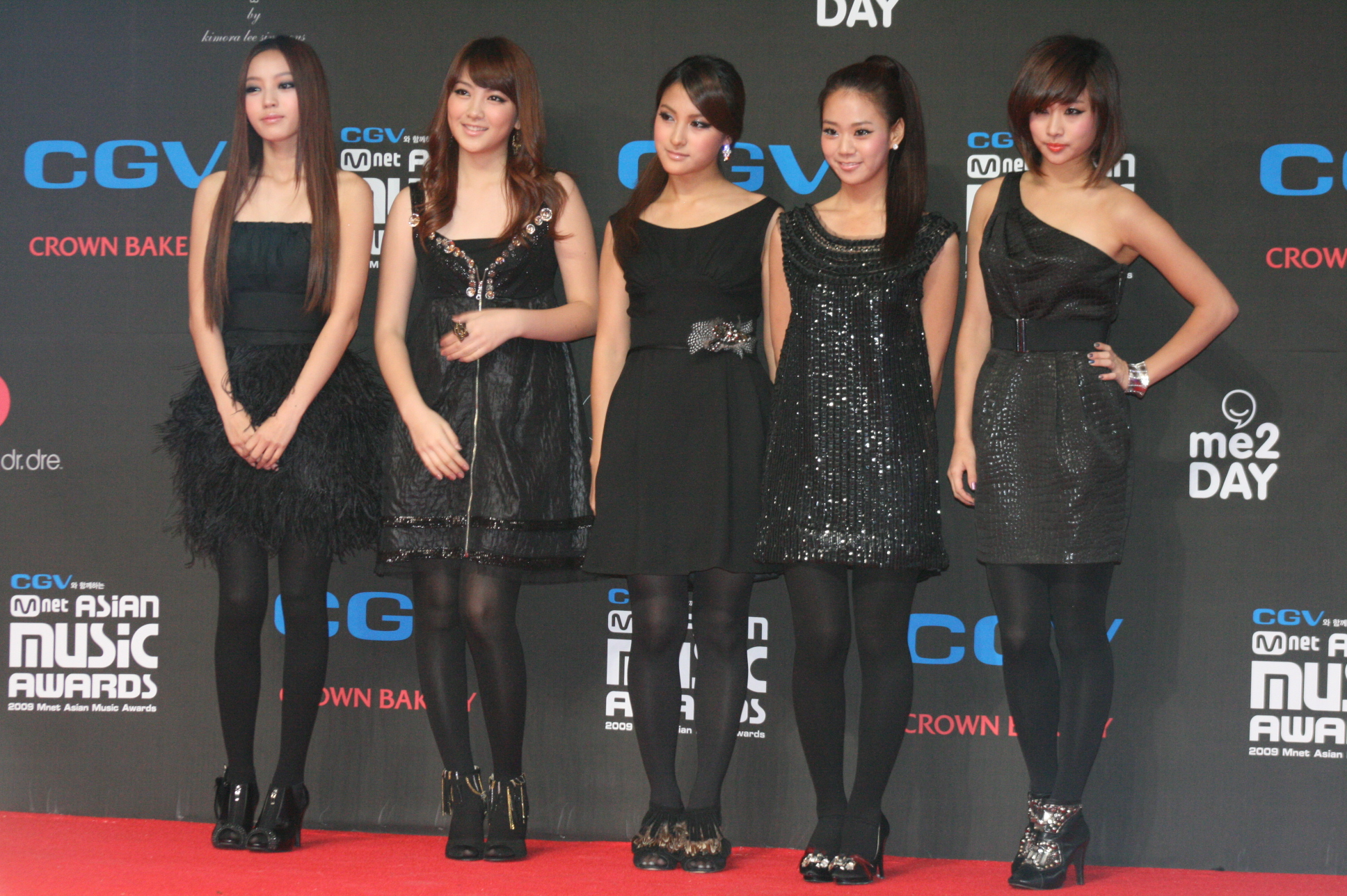
Kara estuvo conformado por cinco miembros hasta 2014, cuando Nicole y Jiyoung abandonaron el grupo.

### 2007: Debut e inicios
El grupo comenzó como un cuarteto con las miembros Gyuri, Seung-Yeon, Sung-hee, y Nicole. El grupo debutó el 29 de marzo de 2007 con Break It en M.net's M!, su primer álbum fue The First Blooming, en él se visualiza una imagen fuerte y femenina de R&B. El álbum también produjo los sencillos If U Wanna y Secret World. Los videos musicales de los dos primeros sencillos fueron lanzados posteriormente. El grupo fue comparado a menudo con sus compañeros de Fin.KL, debido a su similitud y el hecho de que los dos grupos firmaron con el mismo sello. Además, cada miembro individual de Kara fue paralelo a un miembro de Fin.KL En respuesta a las comparaciones, el grupo declaró que considera la comparación como «beneficiosa y estimulante». A pesar de que su álbum fue aclamado por la crítica, no fue bien recibido por el público en general, y el grupo y se vio ensombrecido por otros grupos de chicas que debutaron el mismo año. Todas las promociones para su primer álbum terminaron en el verano de 2007. En agosto de 2007, el grupo salió con un documental sobre M.net llamado Kara Self Camera en el que se mostró el grupo y su talento, así como la relación que tenían entre sí. La primera temporada se estrenó el 8 de agosto de 2007, y una crónica de la vida de las miembros de más de 15 episodios, terminando el 12 de diciembre de 2007. Mientras que su primer álbum no fue un éxito comercial, Seungyeon participó en muchos programas de televisión de variedades en los meses siguientes para mantener el nombre del grupo reconocible para el público.

### 2008: Salida de Sung-hee,line-up and imagey avance de carrera
El grupo estaba programado para tener su regreso en marzo de 2008 con su segundo álbum, sin embargo, el 28 de febrero del 2008, la miembro Sung-hee de repente anunció que dejaría el grupo debido a la presión de sus padres, esto también debido a su participación en el grupo, que contrastaba al progreso de sus calificaciones escolares. En respuesta, DSP Media declaró que el segundo álbum que se grabó sería descartado y reemplazado por un miniálbum por venir en mayo del mismo año; además, dos miembros se unirían al grupo. Las audiciones se llevaron a cabo, y los dos nuevos miembros se revelaron finalmente como Hara y Ji-young. El grupo hizo su regreso en la industria de la música como un quinteto de 24 de julio de 2008 con Rock U en M! Countdown. Ellas hicieron su reaparición con la imagen lindo y alegre, que era todo lo contrario de la imagen original del grupo desde su debut. En el mismo mes, su primer miniálbum titulado Rock U también fue lanzado. La segunda temporada de la Kara Self Camera fue estrenada el 18 de agosto de 2008, que narra cómo el grupo se estaba adaptando a sus dos nuevos miembros.
El 29 de noviembre de 2008, DSP Media  dio a conocer un video teaser de su próximo sencillo, Pretty Girl, que recibió más de 40 000 visitas en 12 horas. [ El video completo fue lanzado el 2 de diciembre de 2008 en línea, y fue recibido positivamente por el público. El grupo comenzó su remontada en todos los espectáculos musicales más importantes el 4 de diciembre de 2008, a partir de M! Countdown . Durante su primera actuación nacional en el KBS Music Bank  , la miembro Hara accidentalmente se quedó sin aliento debido al en el confeti esparcido, el cual provocó que se cayera; se dice que lloró profudamente después de ello. El incidente se convirtió en un tema controversial para muchos espectadores, pero Hara recibió apoyo en lugar de críticas por parte del público en general.
Gyuri atribuye su aumento de popularidad a su «bonita pero natural» popularidad, mientras que los informes de los medios de comunicación dieron crédito a la banda para finalmente encontrar su propia identidad en la industria de la música desde el debut del grupo, y para mayores fanes masculinos. Debido a su horario cada vez más agitado ya que su popularidad aumentó, algunas de los miembros del grupo fueron llevadas al hospital el 19 de diciembre después de un ensayo para el siguiente Music Bank para atender síntomas de resfriado y agotamiento.

### 2009: La rebelión de popularidad en Corea del Sur
A finales de enero de 2009, DSP Media anunció que iba a comenzar una votación el 28 de enero en el sitio web oficial del grupo para el sucesor del sencillo Pretty Girl, mismo que terminó el 2 de febrero. En la fecha límite del 2 de febrero Honey fue declarado ganador, con un 60% de votos. La canción fue remezclada de la versión original, y también sufrió un ligero cambio de nombre de 하니 (Ha-ni) para Honey . El grupo lanzó el video musical de Honey el 16 de febrero, y tuvo su primer transmisión en vivo en KBS Music Bank  el 13 de febrero de 2009, un reconstruido miniálbum titulado Honey seguido el 19 de febrero. contó con versiones remezcladas de sencillos anteriores. Honey se convirtió en el éxito del grupo, cuando encabezó el Gaon Chart semanal. La canción ganó el premio del grupo de su primer espectáculo de música en el M! Countdown el 5 de marzo. Se mantuvo en esa posición por tres semanas no consecutivas. La canción también ganó el premio Mutizen en el programa SBS Inkigayo y el Premio al mejor baile en el 2009 Mnet Asian Music Awards.
A finales de marzo, el grupo fue elegido para la cuarta temporada de MBC Idol Show, que marcó para el grupo los primeros deberes de alojamiento para un espectáculo. Posteriormente, el grupo tuvo un reality show llamado MTV Meta Friends, que describe un grupo de aficionados para conseguir una oportunidad de convertirse en amigo de los miembros del grupo. Para el show, el grupo tuvo su primer concierto desde su debut en 2007.
En junio de 2009, el grupo declaró que haría su reaparición a finales de julio, con su concepto actualizado.  Los cuadros del primer teaser del grupo fueron lanzados a mediados de julio, que muestra los cambios radicales en el estilo del grupo y también se produjo un regreso de su fuerte y madura imagen previamente vista desde su debut. Su sencillo Wanna, fue lanzado el 28 de julio de 2009 y de inmediato encabezó varias listas de música digitales. El video musical fue publicado el 29 de julio, con el álbum completo, Revolution, disponible en desde el 30 de julio. Las actividades de su Comeback comenzaron el 31 de julio, a partir del KBS Music Bank, el grupo presentó dos sencillos, Wanna y Mister. El segundo mencionado demostró ser popular entre los internautas debido al dutt dance que se ofrece prominentemente en la coreografía. Debido a la popularidad de Mister, la popularidad global de Kara aumentó, evidenciado por la afluencia de solicitudes por diversas empresas. También tuvueron muchos más anuncios en octubre de 2009 que los que habían tenido los últimos dos años. Wanna también se convirtió en el sencillo número uno solo para el grupo y ganó el premio Mutizen el 30 de agosto de 2009, en Inkigayo. Durante las promociones de Revolution, el grupo también se realizó a nivel internacional, incluyéndose en el Bangkok's Parc Paragon.
El 25 de noviembre de 2009, se estrenó en M.Net el reality show llamado Kara Bakery, que sucedía el grupo en su intento de planificar, abrir y publicidad. La demostración tenía 8 episodios y funcionó hasta principios de 2010. Todas las ganancias de su reality show fueron donadas a la caridad.
El 14 de diciembre de 2009, se informó de que el grupo llevó a cabo un abanico de encuentros para sus fanes japoneses a principios de año, en febrero, el cual también marcaría al grupo de la primera gira promocional en Japón. Más de 3 000 aficionados se registraron, superando la capacidad de la sala.

### 2010: El éxito continuado en Corea del Sur y exitoso debut en Japón
Después de un breve paréntesis, DSP Media lanzó dos fotos teaser del concepto del regreso del grupo, el 9 de febrero de 2010. Las fotos lograron mucho interés, porque comparado con sus álbumes anteriores conceptos, las nuevas fotos mostraron a las miembros con trajes oscuros y el maquillaje ahumado que provocaban una sensación más oscura, madura y sensual. Al día siguiente, la cubierta del álbum fue presentado con un Stealer, así como el título de la pista denominada Lupin, que se convirtió en el número uno en varias listas de música, poco después de la liberación. El vídeo teaser fue lanzado el 12 de febrero, el video musical fue lanzado el 22 de febrero, acumulando más de 90 000 visitas en las primeras 2 horas. El grupo comenzó su remontada radiodifusión a partir del M! Countdown, el 25 de febrero de 2010. El 4 de marzo de 2010, el grupo ganó su primer premio en M! Countdown, gracias a Lupin. En la semana siguiente, el grupo ganó otro premio más en M! Countdown, por lo que sería su segunda victoria consecutiva en el programa de música. Lupin también le dio al grupo su primer triunfo en Music Bank el 12 de marzo de 2010, por lo que es la primera victoria del grupo en este espectáculo musical especial desde su debut, sosteniendo esa posición durante tres semanas consecutivas. La canción también ganó el premio Mutizen de Inkigayo el 14 de marzo.
En marzo de 2010, se anunció que el grupo participaría en el octavo Festival Anual de Música de Corea, que se celebrará en el Hollywood Bowl en Los Ángeles, con la miembro Nicole como anfitriona. Posteriormente, el grupo se volvió muy activo en Japón, la celebración de eventos como Hand shake como preparación para su debut oficial en Japón. El grupo apareció en un mensaje de vídeo para un espectáculo llamado Arashi no Shukudai-kun, organizado por el grupo japonés Arashi. Posteriormente, el grupo se reunió el 8 de mayo con más de 8 000 fanes en el hotel japonés Big Prince. Además, el grupo tenía otra reunión de club con 3 000 aficionados en el Minato Mirai Hall de Yokohama el 9 de mayo. El grupo más tarde el grupo firmó con Universal Music Japan etiqueta subsidiaria de Universal Sigma. El 11 de agosto, el grupo lanzó su sencillo de debut, la versión japonés de su canción coreana Mister. El único clasificado en las listas de música diferentes, el cual demostró ser muy popular en Japón. Después del lanzamiento, superó las expectativas individuales, ya que llegó al número cinco en la lista semanal japonesa Oricon, con ventas de 29 238 copias. La canción finalmente se convirtió en la canción más descargada de todos los tiempos por un artista coreano en Japón, con descargas superiores a 2 millones hasta marzo de 2012.
El grupo más tarde lanzó su segundo sencillo titulado Jumpin, el 10 de noviembre de 2010. La canción rápidamente se subió a muchas listas, incluyendo descargas móviles, y debutó en el número 5 en la lista de Oricon. Con el tiempo alcanzó el número 2, solo detrás de Arashi. el sencillo alcanzó ventas de 54.977 copias.
El 29 de septiembre de 2010, el grupo lanzó su álbum recopilatorio, Kara Best 2007-2010. El álbum es una recopilación de sus canciones coreanas seleccionadas. Alcanzó el puesto número dos en el Oricon en el primer día de lanzamiento, vendiendo 18.223 copias. 
Fue anunciado el 3 de noviembre de 2010 que el álbum fue certificado como Golden por RIAJ, convirtiendo al grupo el primer grupo coreano desde la década de 1990 para lanzar un álbum de todos los coreanos que fue capaz de romper la barrera de 100 mil copias en Japón. Fue certificado platino eventualmente con ventas superiores a 250.000 copias.
El 23 de octubre de 2010, la banda representó Corea del Sur y actuó en el 7th annual Asia Song Festival, organizado por Korea Foundation for International Culture Exchange, en el Estadio Olímpico de Seúl.
Su álbum debut japonés, Girl Talk, fue lanzado el 24 de noviembre de 2010. Se vendieron 107.000 copias en su primera semana y el alcanzó puesto número 2 en el Oricon Album Chart Semanal, haciendo de este el primer disco de un grupo de chicas no japonesas en Japón en 6 años y 9 meses en vender más de 100 000 discos en su primera semana.  El álbum fue certificado con doble platino por la RIAJ el 18 de noviembre de 2011, con ventas superiores a medio millón en Japón.
Después de un receso de nueve meses de duración en la industria de la música coreana, el grupo anunció el lanzamiento de su sencillo Jumping, que fue promovido en Corea del Sur y Japón. Fue lanzado como el tema que da título a su cuarto miniálbum coreano del mismo nombre. El grupo comenzó su ciclo de promoción semanales a partir del MBC Show! Music Core el 20 de noviembre de 2010. El 10 de diciembre, el grupo finalmente consiguió su cuarto número uno en KBS Music Bank con Jumping. Dos días después de su victoria en el Music Bank , el grupo ganó el premio Mutizen en SBS Inkigayo.
Después de un año de gran éxito en Japón, el grupo fue elegido como el mejor artista novato según un popular sitio japonés, Recochoku. El 20 de diciembre de 2010, Oricon también anunció el grupo como el mejor artista novato de 2010, generando ingresos a alrededor de 1,3 millones de yenes ( millones de dólares), y con un total de 493 000 copias de sus versiones vendidas este año.

### 2011: La rebelión de popularidad en Japón yStep
El 23 de febrero de 2011, el grupo lanzó un DVD llamado Best Clips Kara, que es una compilación de sus videos anteriores. Después de una semana, el grupo fue capaz de establecer un registro cuando alcanzó el puesto número uno en el Oricon durante dos semanas. Esto los hizo en el primer artista extranjero para ser el número uno durante dos semanas consecutivas desde 1999. El DVD ha vendido aproximadamente 230 183 copias.
El 6 de abril de 2011, el grupo lanzó su tercer sencillo japonés Jet Coaster Love, después de la fecha de lanzamiento original se retrasó debido al terremoto y tsunami de Japón de 2011. El sencillo debutó en el número uno en Oricon con 122 820 copias vendidas en su primera semana. También alcanzó el número dos en el Billboard's Hot 100 de Japón. A pesar de su éxito, los planes de promoción en Japón se vieron obstaculizados por el terremoto. En cambio, el grupo anunció que todos los ingresos de serían donados al terremoto de Japón.  El 22 de junio, el grupo lanzó su cuarto sencillo japonés Go Go Summer!. El sencillo debutó en el número dos en Oricon con unas ventas de 113 873 copias vendidas en su primera semana. La canción se convirtió en el segundo sencillo del grupo de vender más de 100 000 copias en su primera semana.
El 4 de agosto de 2011, el grupo anunció oficialmente que lanzará su tercer álbum oficial a mediados de septiembre y reanudará sus actividades en Corea del Sur por primera vez en más de seis meses. Según los representantes de la industria, el grupo ha utilizado algunas de sus canciones de tiempo libre de grabación para el álbum, mientras estaban ocupados promocionando su sencillo japonés en cuarto lugar, Go Go Summer. Sin embargo, el grupo solo promovería en Corea del Sur durante tres semanas, ya que tienen muchas cosas programadas en Japón. El grupo finalmente lanzó su tercer álbum de estudio coreano titulado Step, el 6 de septiembre. La canción del título del álbum Step, inmediatamente encabezó varias listas de música después de su lanzamiento.  El grupo ganó el primer lugar en M! Countdown el 15 de septiembre y en el Music Bank el 16 de septiembre, la celebración en ambas posiciones durante dos semanas consecutivas. La canción también ganó el primer lugar en Ingikayo el 25 de septiembre. A finales de 2011, el álbum vendió más de 100 000 copias en Corea del Sur.
Después de que el grupo terminó sus promociones en Corea del Sur, regresaron a Japón para lanzar su quinto sencillo japonés Winter Magic, el 19 de octubre. El único clasificado en el número tres en Oricon con alrededor de 79 000 ejemplares vendidos en la primera semana. El 21 de noviembre, el grupo lanzó su segundo álbum de estudio japonés, Super Girl , que incluía todos sus sencillos japoneses lanzados ese año. El álbum recibió más de 360 000 preventas. El álbum eventualmente llegó a debutar en el número uno en Oricon con unas ventas de 275 206 copias vendidas, convirtiéndose en el grupo de primer número un álbum en Japón. Con él, el grupo rompió el récord establecido por los Nolans, convirtiéndose en el primer grupo de mujeres extranjeras en 30 años al inicio de sencillos y álbumes de clasificación. El álbum fue certificado triple platino finalmente por la RIAJ con ventas superiores a 750 000 ejemplares. 
Después de un año de mucho trabajo, el grupo celebró su éxito al aparecer en seis grandes espectáculos en Japón. Su sencillo Go Go Summer! fue nominado en la categoría de Mejor Canción. Fueron invitadas a la prestigiosa 62a Gassen Kōhaku Uta, que se celebra a finales, marcando la primera aparición del grupo en el programa. Abrieron la segunda mitad del programa mediante la realización de una mezcla especial de Love Jet Coaster y Mister. Oricon también clasificó al grupo en el número cuatro en el Top 5 de mejores artistas del año 2011 con otros grupos surcoreanos como Girls' Generation,  siguiendo de cerca en el número cinco. El 30 de diciembre DSP Media anunció que el grupo se embarcará en su primer concierto titulado Karasia, a principios de 2012. Las expectativas para el primer concierto del grupo han aumentado desde que se encuentran entre los grupos de chicas de más éxito en Corea del Sur, junto con Girls'Generation, 2NE1, y Wonder Girls.

### 2012:Karasia, empresas internacionales,Pandora, yGirls Forever
El 11 de enero de 2012, el grupo asistió a los Premios Golden Disk, que se celebró en Osaka, Japón, donde ganó dos premios,. Disk Bonsang y Premio a la Mejor Estrella Hallyu. El 18 de enero, el grupo fue galardonado con el Asia Star Award en el 7° Model Asia Awards Ceremony. El premio es un honor especial solo se otorga a los artistas que jugaron un papel fundamental en la difusión de la cultura asiática en todo el mundo durante un año determinado. El grupo fue seleccionado como el ganador del premio al logro considerable que se han ganado durante el año de 2011 como uno de los más favorecidos. El 19 de enero, el grupo asistió a los Premios de la Música de Seúl y fueron galardonados con el Premio Especial Hallyu y el Premio Bonsang. [El 27 de enero, la RIAJ, celebró el Gold Disc Awards número 26, donde el grupo fue homenajeado en cinco categorías incluyendo Mejor Artista de Asia, Mejor Álbum de tres asiáticos para Girl Talk , Canción del año por la descarga,  Mejores 5 canciones por descarga por Jumpin y Mejor video musical por mejores videoclips de Kara. El grupo también recibió la GCS International Grand Award.
El 18 de febrero de 2012, el grupo se embarcó en su primera gira como cabeza de cartel asiático, Karasia . Tuvieron su primer concierto en solitario en el Parque Olímpico de Seúl el 18 de febrero, y llevó a cabo otro concierto allí el 19 de febrero. La gira se extendió a Japón durante doce espectáculos a partir del 14 de abril en Yokohama. El 27 de mayo, el grupo concluyó con éxito su gira por Japón por primera vez en Saitama. La gira atrajo alrededor de 150 000 personas. El último concierto fue transmitido en vivo a través de streaming en sesenta diferentes teatros por todo Japón, y todas las entradas para los teatros se agotaron.
El 29 de febrero de 2012, el grupo se convirtió en el primer artista extranjero para tomar el primer lugar en dos categorías diferentes en Oricon. El grupo también se convirtió en el quinto artista en Japón para lograr este récord tras populares cantantes de J-Pop, como Namie Amuro y AKB48. 
El 14 de julio de 2012, el grupo actuó en el MTV World Stage en Malasia, junto con otros artistas como Justin Bieber, Jay Park y Mizz Nina.
El 3 de agosto de 2012, DSP Media anunció que el grupo está listo para lanzar su quinto miniálbum en Corea del Sur a finales de agosto y será el objetivo de mostrar sus encantos maduros a través de su concepto. El 6 de agosto, su agencia reveló el título del álbum, Pandora, basada en la mitología griega . Explicaron que las chicas reinterpretam el mito para expresar la mujer más fascinante y hermosa de esta generación. Del 13 de agosto en adelante, teasers que ofrecen cada uno de los miembros fueron lanzados en días consecutivos, comenzando con Ji-young, después Hara , Gyuri, Nicole y Seungyeon. El 20 de agosto, un teaser grupo fue lanzado. El miniálbum, junto con el video musical de la canción principal, Pandora, fue lanzado el 22 de agosto.
El 14 de diciembre de 2012, Kara anunció una versión corta de su nuevo sencillo Orión. La versión completa se liberó el 17 de diciembre de 2012.

### 2013:Kara's 1° World TouryBye bye happy days
A inicios de este año, KARA anunció su primera gira mundial, en la que recorrerá varios países como E.U.A., México, Argentina, Inglaterra, etc.
El 3 de abril Kara dio a la luz el primer tráiler de su octavo sencillo japonés "Bye bye happy days", programado para el 27 de marzo del mismo año, a tan solo 3 meses de su 6° aniversario.

#### Renovación de contrato
Tras los rumores de una posible disolución del grupo, debido a que en enero de 2014 finalizarían los contratos de Gyuri, Seung Yeon, Nicole y Hara, mientras que el de JiYoung sería hasta abril de 2014 la agencia DSP Media lanzó un comunicado diciendo que el grupo no se desintegra pero si habrá algunos cambios.
- Nicole no renovó contrato con la agencia, por lo que salió del grupo.

- Kang Jiyoung analiza la posibilidad de renovar contrato o salir de igual manera en abril de 2014.

- Park Gyuri, Han Seung Yeon, y Goo Hara renovaron contrato por 2 años.

### 2014-2015: Salida de Nicole y Jiyoung, anexión de Youngji, Day & Night y In Love
El 16 de enero de 2014, Nicole abandona la agrupación tal como se había confirmado varias semanas antes. El 25 de enero, Nicole parte a Estados Unidos para entrenarse en canto y baile, así como también promete regresar al medio artístico, pero sin decir de qué manera. Cabe mencionar que agencias como Core Contents Media tienen interés en ella.
El mismo 16 de enero de 2014, el padre de Jiyoung confirma su salida del grupo; él declara que Jiyoung esperará a que expire su contrato en abril de 2014 y una vez fuera del grupo se centrará en terminar su formación escolar. Jiyoung abandona el grupo el 9 de abril de 2014. 
La agencia del grupo transmito el reality KARA Project, el reality consistía en buscar una nueva miembro para el grupo, con la intención de formar un cuarteto. Después de 6 semanas la ganadora fue Young Ji, así mismo se convirtió en una miembro del grupo, también convirtiendo al grupo en un cuarteto nuevamente.
El drama del grupo, titulado Secret Love, se emitió por primera vez el 13 de junio de 2014 en DRAMAcube y duró seis semanas. El drama giraba en torno a las historias de amor de cada miembro del grupo, incluidas Nicole y Jiyoung. El grupo lanzó su sexto drama extendido, Day & Night, en Corea del Sur el 18 de agosto antes de emprender su tercera gira japonesa el 24 de octubre. Regresaron con la canción titulada "Mamma Mia", que fue producida por Duble Sidekick. Se filmó un video musical en la provincia de Gyonggi el 9 de julio. Mamma Mia también fue lanzado como su undécimo sencillo japonés y el primer sencillo en el que aparece Youngji después de la partida de Nicole y Jiyoung. So Good fue anunciado más tarde como el lado B del sencillo.
El 15 de marzo de 2015, el grupo lanzó un sencillo triple A japonés, «Summer-gic/Sunshine Miracle/Sunny Days». Encabezó la lista diaria de sencillos de Oricon vendiendo más de 28 000 copias. Posteriormente, ocupó el puesto número dos en la lista semanal de sencillos de Oricon con ventas de 52 496 copias, detrás de «Timeless» de V6. El grupo lanzó su séptimo EP, In Love, el 26 de mayo de 2015. Su primer sencillo, «Cupid», se presentó antes de su lanzamiento oficial en el Dream Concert de KBS el 23 de mayo de 2015. El grupo lanzó su quinto álbum de estudio japonés, Girl's Story, el 17 de junio de 2015. El álbum incluye su cover de "Forever Love" de Fin.K.L. El 17 de julio de 2015, se anunció que Kara se embarcaría en su cuarta gira japonesa a partir de septiembre. La gira comenzó el 1 de septiembre de 2015 en Zepp Nanba en Osaka.

### 2016: Disolución del grupo
El día 15 de enero, durante un comunicado de prensa DSP Media confirmó la disolución del grupo, pues los contratos de las integrantes expiraron ese mismo día, Gyuri, Hara y Seungyeon decidieron tomar caminos separados en otras agencias por lo que DSP Media aceptó, mientras tanto Youngji seguirá bajo la agencia y se enfocará en actividades como solista. Finalmente la agencia agradeció a los fanes por haber apoyado al grupo durante los últimos 9 años y pidió a los fanes continuar apoyándolas en el futuro.

### 2022-presente: Regreso en 7 años, I Do I Do y Karasia 5th Japan Tour
El 11 de junio de 2022, las exmiembros de Kara Gyuri, Seungyeon, Nicole, Jiyoung y Youngji se reunieron para una sesión de fotos grupal que se compartió en cada una de sus cuentas de Instagram. Tres días después, se informó que las integrantes de Kara estaban en proceso de discutir un sencillo de reunión en celebración de su 15° aniversario. El 19 de septiembre de 2022, se anunció que Kara lanzaría un álbum bajo RBW para conmemorar el 15° aniversario de su debut en noviembre, con Nicole y Jiyoung reincorporándose al grupo. El 18 de octubre, se confirmó que el nuevo álbum, titulado Move Again, se lanzaría el 29 de noviembre. El 20 de octubre, se anunció que se lanzaría la versión japonesa del álbum. Después del lanzamiento del nuevo álbum, KARA realizará reuniones de fans en Fukuoka, Yokohama, etc. comenzando en Osaka, Japón, el 23 de febrero de 2023.  
El 10 de noviembre, se anunció que Kara realizaría su presentación de regreso en los Premios MAMA 2022. El 11 de noviembre, se confirmó que el grupo había terminado de filmar su video musical de regreso. El 8 de marzo de 2023, se anunció que Kara realizaría una reunión de fans en Corea del Sur el 8 de abril, lo que marcaría su primera reunión de fans coreana en 9 años.
A partir del 18 de febrero de 2024, ya no aparecen en la lista de artistas de RBW en su sitio web, pero sí en su sitio web japonés. El 12 de marzo, se anunció que Kara protagonizaría un nuevo reality show, centrado en el grupo que se embarca en unas vacaciones por el 15.º aniversario. Será el primer reality show del grupo desde su debut. El 3 de abril, Kara anunció "The 5th Japan Tour 2024 Karasia", su primera gira en 9 años después de "The 4th Japan Tour 2015 Karasia". La gira se llevará a cabo en Tokio del 17 al 18 de agosto y en Osaka del 24 al 25 de agosto.
El 18 de junio, Kara anunció que harían un regreso en julio con un nuevo sencillo. Este sencillo, "I Do I Do", fue lanzado tanto en japonés como en coreano el 24 de julio. El sencillo debutó en el sexto lugar en la lista de álbumes diarios de Oricon de Japón el primer día de lanzamiento. Un sencillo de prelanzamiento para este regreso, "Hello", fue lanzado el 16 de julio, con la voz de la difunta miembro Hara. El sencillo fue grabado originalmente en 2013 por Kara para su álbum Full Bloom, pero finalmente no fue incluido en él. Más tarde fue lanzado en japonés por Hara para su sencillo, "Midnight Queen". noviembre.

## Aparición en videojuegos
Hasta el momento, tres sencillos de Kara han aparecido en el videojuego de simulación de baile Pump It Up. El sencillo Wanna se incluyó en el videojuego de 2010: Pump It Up Fiesta: 2010, a finales de 2012, se incluye el sencillo Step en la versión del videojuego Pump It Up Fiesta 2: 2013. Por último, el sencillo Pandora se incluye en el videojuego Pump It Up PRIME: 2015 lanzado a finales de 2014.
Hasta el momento en JD Japón han aparecido en el juego de baile las canciones Jumping y  Mister se incluyeron ambas el 13 de octubre de 2011 y ambas en su versión japonesa.
En la segunda versión de JD Japón aparecieron las canciones Go Go Summer! y Jet Coaster Love ambas se incluyeron el 26 de julio de 2012 y ambas en su versión japonesa.
En la tercera versión de JD Japón apareció la canción Electric boy se incluyó el 3 de abril de 2014 esta en su versión japonesa.

## Miembros
| Miembro | Miembro                                  | 2007 | 2008 | 2009 | 2010 | 2011 | 2012 | 2013 | 2014 | 2015 | 2016 | 2022-presente |
| ------- | ---------------------------------------- | ---- | ---- | ---- | ---- | ---- | ---- | ---- | ---- | ---- | ---- | ------------- |
|         | Park Gyu-ri (2007-2016/2022-presente)    |      |      |      |      |      |      |      |      |      |      |               |
|         | Han Seung-yeon (2007-2016/2022-presente) |      |      |      |      |      |      |      |      |      |      |               |
|         | Nicole Jung (2007-2014/2022-presente)    |      |      |      |      |      |      |      |      |      |      |               |
|         | Goo Hara† (2008-2016)                    |      |      |      |      |      |      |      |      |      |      |               |
|         | Kang Ji-young (2008-2014/2022-presente)  |      |      |      |      |      |      |      |      |      |      |               |
|         | Heo Young-ji (2014-2016/2022-presente)   |      |      |      |      |      |      |      |      |      |      |               |

### Otros miembros
- Kim Sung-hee (2007-2008)

## Discografía

### Álbumes
- 29 de marzo de 2007 (18 años, 3 meses y 13 días): The First Blooming
- 30 de julio de 2009 (15 años, 11 meses y 12 días): Revolution
- 24 de noviembre de 2010 (14 años, 7 meses y 17 días): Girl's Talk (Japón)
- 9 de septiembre de 2011 (13 años, 10 meses y 2 días): Step
- 23 de noviembre de 2011 (13 años, 7 meses y 18 días): Super Girl (Japón)
- 23 de octubre de 2013 (11 años, 8 meses y 19 días): Full Bloom

### Miniálbumes
- 2008: KARA 1st
- 2008: Rock U
- 2008: Pretty Girl
- 2009: Honey
- 2010: Lupin
- 2010: Jumping
- 2012: PANDORA
- 2014: Day & Night
- 2015: IN LOVE
- 2022: MOVE AGAIN

### Sencillos digitales (Corea del Sur)
- 2008: Good Day Season 2
- 2009: Same Heart
- 2010: We're With You
- 2010: 2ME

### Sencillos digitales (Japón)
- 2010: Mister
- 2010: Jumping
- 2011: Jet Coaster Love
- 2011 Go Go Summer!
- 2011 Winter Magic
- 2014 Mamma Mia
- 2015 Summer☆gic